# جلال میرزایف
میرزایف جلال سابیر اوغلو (به آذربایجانی: Mirzayev Jalal Sabir oglu) یک دیپلمات آذربایجانی است که از سال 2019 به عنوان سفیر آذربایجان در اندونزی فعالیت می کند.
آقای جلال صابر اوغلو میرزایف، سفیر جمهوری آذربایجان در جمهوری سنگاپور، یک دیپلمات حرفه ای با بیش از 20 سال تجربه در زمینه دیپلماسی دوجانبه و چندجانبه است .میرزایف در سال 1999 به وزارت امور خارجه آذربایجان پیوست. وی از سال 2001 تا 2003 در نمایندگی دائم آذربایجان در سازمان ملل در نیویورک و از سال 2003 تا 2003 در نمایندگی آذربایجان در سازمان پیمان آتلانتیک شمالی (ناتو) در بروکسل خدمت کرد.  در سال 2005. وی در سال 2005 به بخش اول (غربی) وزارت امور خارجه آذربایجان پیوست و در سال 2007 به عنوان دبیر اول سفارت آذربایجان در مالزی منصوب شد.  امور خارجه در سال 2009 به عنوان رئیس بخش.  آقای میرزایف همچنین از سال 2011 تا 2015 به عنوان معاون نماینده دائم شورای اروپا در استراسبورگ خدمت کرد و بعداً در اکتبر 2015 سمت معاونت آمریكا وزارت امور خارجه آذربایجان را برعهده گرفت و به عنوان کاردار فعالیت کرد.  در هلند از سپتامبر 2017 تا زمان انتصاب وی به عنوان سفیر در اندونزی در سپتامبر 2019. وی همچنین از سال 2020 به عنوان سفیر در ASEAN خدمت کرده است .میرزایف دارای مدرک کارشناسی ارشد در روابط بین الملل از دانشگاه دولتی باکو است.  او متاهل و دارای سه فرزند است و به زبان های انگلیسی، فرانسوی و روسی صحبت می کند. 